# Eric Green (Hockeyspieler)
Eric Hubert Green (* 28. August 1878 in Leatherhead; † 23. Dezember 1972 in Stanford Dingley) war ein englischer Hockeyspieler.

## Leben
Eric Green besuchte die St. Mark’s School und trat anschließend dem Staines Hockey Club bei. Zwischen 1902 und 1908 absolvierte er 16 Länderspiele für die englische Nationalmannschaft. Zudem war Green Teil der englischen Mannschaft, die bei den Olympischen Sommerspielen 1908 in London erster Olympiasieger in dieser Sportart wurde. Später berichtete er als Korrespondent für The Times über den Hockeysport.